# Musée national du tapis (Achgabat)
Pour les articles homonymes, voir Musée national du tapis.
Le musée national du tapis ou musée du tapis turkmène, est un musée national, situé à Achgabat, au Turkménistan. Il a ouvert le 24 octobre 1994. Il possède la plus grande collection de tapis turkmènes jamais rassemblée : du Moyen Âge au XXe siècle, dont plus de 1 000 tapis des XVIIIe et XIXe siècles. En plus de sa vaste collection de tapis anciens, il a de nombreux articles de tapis, chuvals, khurjuns, torba, etc. Au premier étage du musée se trouvent les tapis de type Tekke et sarik. Le musée est connu pour ses immenses tapis Tekke. L'un d'entre eux mesure 193 m2, pèse une tonne et a été réalisé par une quarantaine de personnes en 1941 pour constituer un rideau du théâtre du Bolchoï à Moscou. Un autre, fait en 2001 et mesurant 301 m2, soit 14 par 21,2 mètres, a été réalisé pour commémorer les dix ans de l'indépendance du Turkménistan de l'Union soviétique. Il est reconnu par le Guinness World Records comme le plus grand tapis tissé à la main dans le monde,,. Un tapis, fait en 1968, est représentatif de toutes les tribus au Turkménistan, fusionnant les différents styles pour afficher l'unité. Le musée possède également des tapis dédiés au président Saparmourad Niazov. Certains des tapis ont une représentation sur les deux faces, avec souvent la conception différente de chaque côté.